# پیچ‌خورده‌واران
پیچ‌خورده‌واران (نام علمی: Helicteroideae) نام یک زیرخانواده از تیره پنیرکیان است.